# Eazy-E
埃里克·林恩·赖特（Eric Lynn Wright，1964年9月7日—1995年3月26日），藝名Eazy-E(簡單·E)，是一位已故的美國饒舌歌手，團體尼哥有態度（N.W.A）和唱片公司Ruthless唱片公司的创立者。西海岸嘻哈的代表人物之一。他常被称为“匪帮说唱教父”。。

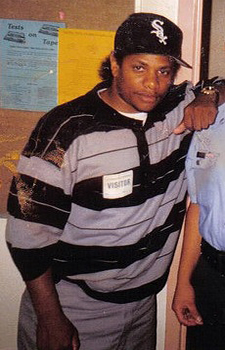
Eazy-E

出生於加州康普敦，他在1987年與傑里·赫勒創立Ruthless Records，隨後與德瑞·醫生、冰塊酷巴等人創立團體N.W.A。N.W.A的首张录音室专辑《衝出康普頓》于1988年发行。该专辑发行后引发了争议，现已跻身最伟大和最具影响力的专辑之列。该组合于1991年发行了第二张也是最后一张录音室专辑《Niggaz4Life》，并在不久后解散。
在N.W.A因为金钱原因而陷入分裂期间，Eazy-E卷入了与冰塊酷巴和Dr. Dre的激烈争斗，他们分别于1989年和1991年开始了个人音乐生涯。Eazy-E重新开始他的个人音乐生涯，发行了两张EP，但他更多地活跃于幕后，从1993年到1994年，他签约并推出了说唱组合Bone Thugs-n-Harmony。1995年他因感染愛滋病於洛杉磯去世，年僅30歲。

## 早年生活和Ruthless Records投资
埃里克·赖特于1964年9月7日出生于加利福尼亚州康普顿，这是一个洛杉矶郊区，曾经以高犯罪率和帮派文化而闻名。他的父亲是邮政工人，母亲是小学管理员。赖特在十年级辍学，但后来获得了普通教育发展证书（GED）。
赖特主要靠贩毒来维持生计，他还介绍了他的堂兄从事这项非法职业。赖特的音乐经理人杰瑞·赫勒回忆起看到赖特贩卖大麻，但没有贩卖可卡因。赫勒声称赖特的“毒贩”标签是他“自我打造的盔甲”的一部分。赖特也被贴上了“暴徒”的标签。赫勒解释说：“他长大的街区是一个危险的地方。他个子很小。‘暴徒’是一个在街头被广泛理解的角色；它在某种程度上给了你一定的保护，因为人们会犹豫是否要惹你。同样，‘毒贩’也是一个赋予你一定特权和尊重的角色。”
1986年，22岁的赖特据称从贩毒中赚取了高达25万美元的收入。然而，在他堂兄被枪杀后，他决定在洛杉矶的嘻哈音乐界寻找更好的生计，当时嘻哈音乐的流行度正在迅速上升。他在20世纪80年代中期开始在他的父母车库里录制歌曲，从而创立了Ruthless Records。
Ruthless Records最初的想法是赖特要求赫勒与他合伙做生意。赖特建议成立一家双方各占一半股份的公司，但后来他们决定赖特获得公司收入的80%，赫勒只获得20%。据赫勒说，他告诉赖特：“进入Ruthless的每一美元，我拿20美分。这是我这种级别的经理人的行业标准。我拿20%，你拿80%。我负责我的开销，你负责你的开销。你拥有公司。我为你工作。”除了赫勒之外，赖特还将他的大部分资金投入了Ruthless唱片公司。赫勒声称他投资了最初的25万美元，最终将投入高达100万美元。

## 音乐生涯

### N.W.A和《Eazy-Duz-It》（1986–1991）
N.W.A（也被称为“世界上最危险的组合”）的最初阵容包括Arabian Prince, Dr. Dre、Eazy-E和冰塊酷巴。DJ耶拉和MC Ren后来加入。合辑《N.W.A. and the Posse》于1987年11月6日发行，并在美国获得金唱片认证。该专辑收录了之前在Macola Records唱片公司发行的单曲，该公司负责发行N.W.A和其他艺术家的作品，如Fila Fresh Crew, 一个最初位于达拉斯, 德克萨斯州的西海岸说唱组合。
Eazy-E的首张专辑《Eazy-Duz-It》于1988年发行，包含12首歌曲。它被归类为西海岸嘻哈、匪帮说唱，后来也被归类为嘻哈黄金时代。它在美国售出了超过250万张，并在公告牌二百强排行榜上排名第41位。该专辑由Dr. Dre和DJ Yella制作，主要由MC Ren、冰塊酷巴和The D.O.C.创作。《西雅圖郵訊報》的格伦·博伊德和MTV的乔恩·维德霍恩都声称《Eazy-Duz-It》为N.W.A最具争议的专辑《衝出康普頓》“铺平了道路”。赖特在专辑中唯一的独唱是歌曲“8 Ball”的混音版本，该版本最初出现在《N.W.A. and the Posse》中。该专辑收录了赖特的创作和表演；他在七首歌曲中演唱，并帮助创作了四首歌曲。
冰塊酷巴于1989年因内部争端离开N.W.A，该组合继续以四人组的形式存在。N.W.A于1990年发行了《100 Miles and Runnin'》和1991年发行了《Niggaz4Life》。在《100 Miles and Runnin'》和《Real Niggaz》发行后，N.W.A和冰塊酷巴之间爆发了一场口水战。冰塊酷巴在《死亡证明》中以“No Vaseline”回应。赖特在《Niggaz4Life》的18首歌曲中演唱了7首。1991年3月，赖特接受了当时美国总统老布什举办的共和党参议院内部圈子午餐会的邀请。说唱歌手的发言人表示，Eazy-E支持布什，因为他曾在海湾战争中表现出色。

### N.W.A的终结和与Dr. Dre的争端（1991–1994）
在杰瑞·赫勒成为乐队的经理人后，N.W.A开始分崩离析。Dr. Dre回忆说：“分裂发生在杰瑞·赫勒介入的时候。他玩起了分而治之的游戏。他没有照顾所有人，而是选择了一个黑鬼来照顾，那就是Eazy。而Eazy则说，‘我已经得到了照顾，所以去他妈的。’” Dr. Dre和The D.O.C.派苏格·奈特去调查Eazy-E的财务状况，因为他们开始怀疑Eazy-E和杰瑞·赫勒。Dr. Dre和The D.O.C.要求Eazy-E将他们从Ruthless中释放出来，但Eazy-E拒绝了。僵局导致了据称发生在Suge Knight和Eazy-E之间的事情，当时他们正在录音室录制《Niggaz4life》。在他拒绝释放Dr. Dre和The D.O.C.之后，Suge Knight告诉Eazy-E，他绑架了杰瑞·赫勒，并把他关押在一辆货车里。这并没有说服Eazy-E将Dr. Dre和The D.O.C.从Ruthless中释放出来，Suge Knight威胁了Eazy-E的家人：Suge Knight给了Eazy-E一张纸，上面写着Eazy母亲的地址，并告诉他：“我知道你妈妈住在哪里。” Eazy-E最终签署了Dr. Dre和The D.O.C.的释放文件，正式结束了N.W.A。
1993年，Eazy E经常参加针对参与罗德尼·金殴打事件的警官的起诉审判，他经常站在特奥多尔·J·布里塞诺身边，他通过与同一个律师合作认识了布里塞诺。Eazy E说：“区别在于，大多数人看到视频后会说，四名白人警官对这个无助的无辜黑人男子负责。我说，‘错了。’三名白人警官对殴打罗德尼·金负责。另一名警官（特奥多尔·J·布里塞诺）恰好是墨西哥裔美国人，他试图阻止他们。” 这在嘻哈界引起了争议，Willie D称Eazy E是“叛徒”。
与Dr. Dre的争端在Dre的首张专辑《The Chronic》中的一首歌曲“Fuck wit Dre Day (And Everybody's Celebratin')”中继续，这首歌的歌词侮辱了Eazy-E。Eazy以EP《It's On (Dr. Dre) 187um Killa》回应，其中包含歌曲“Real Muthaphuckkin G's”和“It's On”。这张专辑于1993年10月25日发行，包含了Dre在加入电音说唱组合World Class Wreckin' Cru时穿着“蕾丝服装和化妆”的照片。

## 个人生活和逝世
赖特在1984年有一个儿子，埃里克·达内尔·赖特（被称为Lil Eazy-E）。他还有一个女儿名叫艾琳，后来改名为Ebie。2016年10月，Ebie发起了一场众筹活动，制作一部名为《Ruthless Scandal: No More Lies》的电影，调查她父亲的死因。该项目于2016年12月以失败告终。
赖特在1991年于洛杉矶一家夜总会遇到了汤米卡·伍兹，他们在1995年3月14日结婚，距离赖特去世还有12天。他们有一个儿子名叫多米尼克和一个女儿名叫戴贾（出生于赖特去世六个月后）。赖特去世后，Ruthless由他的妻子接管。据杰瑞·赫勒说，赖特与八名女性育有11个孩子。

### 疾病和逝世
1995年2月24日，赖特因剧烈咳嗽被送往洛杉矶的西达斯-西奈医疗中心。他被诊断出患有艾滋病。他于3月16日在一份公开声明中宣布了他的病情。据信赖特是从性伴侣那里感染了这种疾病。在3月20日那一周，他已经与艾斯·库伯和解，他起草了一封给粉丝的最后信息。3月26日，Eazy-E死于艾滋病引起的肺炎，距离他被诊断出患病仅一个月。他时年30岁（当时大多数报道称他31岁，因为他的出生日期被篡改了一年）。他被安葬在加利福尼亚州惠提尔的罗斯希尔斯纪念公园。超过3000人参加了他的葬礼，包括冰塊酷巴和DJ Yella。他被安葬在一个金棺材里，穿着法兰绒衬衫、牛仔裤和他的康普顿帽子。他的最后一张专辑《Str8 off tha Streetz of Muthaphukkin Compton》在他去世十个月后的1996年1月30日发行。

## 音乐影响和风格
Allmusic将Eazy-E的影响归功于Ice-T, 里德·福克斯, 金·泰, 布德西·柯林斯, Run–D.M.C., 理查德·普莱尔, 埃及情人, Schoolly D, Too $hort, 王子, 糖山幫, 和乔治·克林顿。在纪录片《The Life and Timez of Eric Wright》中，Eazy-E提到了与许多有影响力的人合作。
在评论《Str8 off tha Streetz of Muthaphukkin Compton》时，AllMusic的斯蒂芬·托马斯·厄勒温指出“......Eazy-E听起来充满活力，但音乐却缺乏想象力。它没有向前发展并创造一种独特的风格，而是踏上了熟悉的匪帮说唱领域，充满了无底的低音、哀鸣的合成器和毫无意义的吹嘘。”在评论《Eazy-Duz-It》时，Allmusic的杰森·伯奇迈尔说：“在制作方面，Dr. Dre和Yella将P-Funk、Def Jam风格的嘻哈和20世纪80年代中期洛杉矶遗留下来的电音融合在一起，创造了他们自己独特而浓厚的放克风格。” 伯奇迈尔将Eazy-E的风格描述为“浓厚、独特而放克”，并说它在1988年听起来“绝对具有革命性”。
N.W.A的几位成员为《Eazy-Duz-It》创作了歌词：冰塊酷巴、The D.O.C.和MC Ren。EP《5150: Home 4 tha Sick》收录了一首由Naughty by Nature创作的歌曲。歌曲“Merry Muthaphuckkin' Xmas”以Menajahtwa, Buckwheat和Atban Klann为客串歌手，而“Neighborhood Sniper”则以Kokane为客串歌手。《It's On (Dr. Dre) 187um Killa》有多位客串歌手，包括Gangsta Dresta, B.G. Knocc Out. Kokane, Cold 187um, Rhythum D和Dirty Red。《Str8 off tha Streetz of Muthaphukkin Compton》有多位客串歌手，包括B.G. Knocc Out、Gangsta Dresta、Sylk-E. Fyne, Dirty Red、Menajahtwa、Roger Troutman，以及前N.W.A成员MC Ren和DJ Yella。

### 遗产

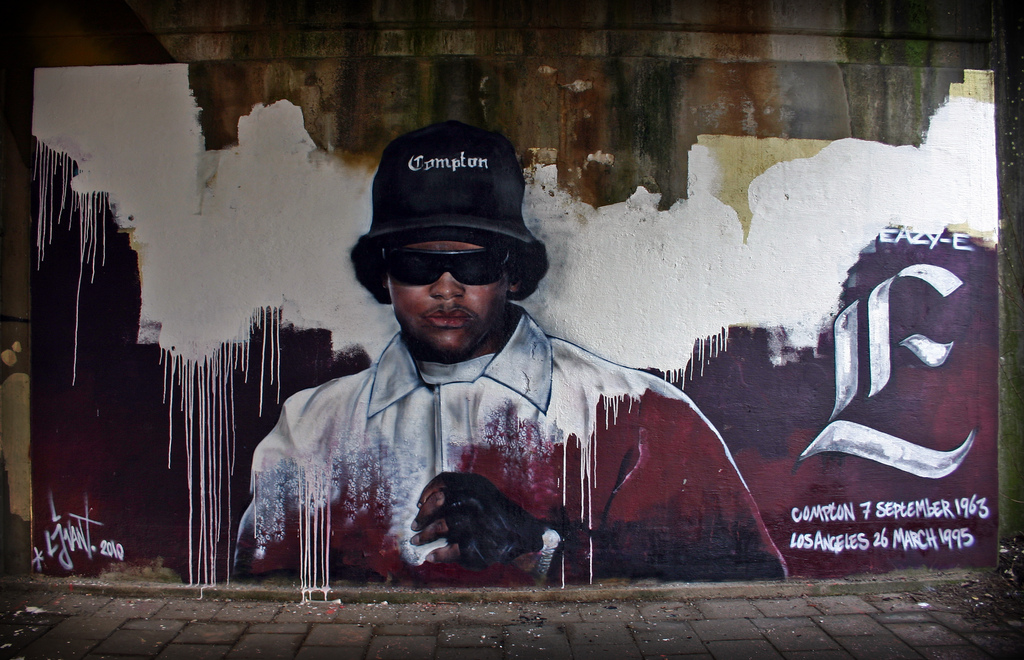
Leeuwarden, 荷兰的街头艺术家LJvanT创作的Eazy-E纪念涂鸦

Eazy-E被称为“匪帮说唱教父”。MTV的里德·沙希姆说Eazy-E是“说唱先驱”，他有时被评论家誉为传奇人物。AllMusic的史蒂夫·休伊说他是“匪帮说唱中最具争议的人物之一”。自从他1995年去世以来，已经制作了许多书籍和视频传记，包括2002年的《Eazy-E之死》和《死后》。
当Eazy-E被诊断出患有艾滋病时，许多杂志，如《Jet》，《Vibe》，《告示牌》，《The Crisis》，和《新闻周刊》都报道了这一事件，并发布了相关信息。他所有的录音室专辑和EP都登上了公告牌二百强排行榜，他的许多单曲——“Eazy-Duz-It”、[We Want Eazy”、“Real Muthaphuckkin G's”和“Just tah Let U Know”——也登上了美国排行榜。
他是艾滋纪念被单中众多纪念者之一。
在他去世后不久，也就是1996年，由Eazy-E指导并签署了Ruthless Records的组合Bone Thugs-n-Harmony为纪念他发行了单曲“Tha Crossroads”，这首歌后来登上了公告牌排行榜榜首，并为该组合赢得了格莱美奖的最佳说唱组合/团体表演奖。
2012年，Ruthless Propaganda发行了一部关于Eazy-E的纪录片，名为《Ruthless Memories》。这部纪录片包含了赫勒、MC Ren和B.G. Knocc Out的采访。
在2015年的电影《冲出康普顿》中，Eazy-E由杰森·米切尔扮演，这部电影以他的名义献映。
Eazy-E在2016年的电影《Surviving Compton: Dre, Suge & Michel'le》中由奥马里·华莱士扮演。这部电影对Eazy-E的刻画比较同情，把他描绘成米歇尔的朋友，在电影中的一幕中，他警告米歇尔离开家，因为他担心喝醉酒的Dr. Dre要回家打她。
2024年，Eazy-E作为N.W.A的成员，追授获得了格莱美终身成就奖。

## 音乐作品
录音室专辑
- 《Eazy-Duz-It》 (1988)
- 《Str8 off tha Streetz of Muthaphukkin Compton》 (1996)

扩展专辑
- 《5150: Home 4 tha Sick》 (1992)
- 《It's On (Dr. Dre) 187um Killa》 (1993)
- 《Impact of a Legend》 (2002)

合作专辑
- 《N.W.A. and the Posse》 (与N.W.A) (1987)
- 《衝出康普頓》 (与N.W.A) (1988)
- 《100 Miles and Runnin'》 (与N.W.A) (1990)
- 《Niggaz4Life》 (与N.W.A) (1991)

## 文献
- Westhoff, Ben. . New York: Hachette Books. 2017. ISBN 978-0-3163-4485-2.